# Vladimir Metikoš
Vladimir Metikoš (7. jul 1899 − 19. septembar 1945) bio je hrvatski general i nacistički saradnik u Nezavisnoj Državi Hrvatskoj (NDH).

## Biografija
Vladimir Metikoš je rođen u Banja Luci. Tokom Prvog svetskog rata poslat je na italijanski front kao poručnik austrougarske vojske. Kasnije je bio oficir Kraljevske jugoslovenske vojske. Prvih meseci nakon stvaranja NDH služio je kao oficir za vezu sa nemačkom komandom bosanskog divizijskog područja. Bio je istaknut u bitkama u Istočnoj Bosni kao komandant 7. pešačkog puka Jaeger od maja 1942. godine. Od 3. juna 1944. Vladimir je bio komandant Ličkog operativnog područja (4. ustaška aktivna brigada) a od oktobra 1944. godine obavljao je funkciju komandanta Banjalučke brigade. Početkom decembra 1944. imenovan je za zapovednika 6. hrvatske divizije.
Tokom 1945. godine Metikoš je bio jedan od predstavnika hrvatskih oružanih snaga koji je pokušao da pregovara o predaji sa Britancima na Bleiburgu. Vrhovni sud Demokratske Federativne Jugoslavije osudio ga je na smrt 19. septembra 1945. godine.

## Literatura
- Tko je tko u NDH, Zagreb, 1997, p. 268;  953-6377-03-9